# موش جنگلی
موش جنگلی (نام علمی: Apodemus sylvaticus) یا موش صحرایی دم‌دراز یک جونده است که بومی اروپا و شمال‌غرب آفریقا است. این موش از وابستگان موش گردن زرد است با این تفاوت که فاقد خز زرد بر روی گردن خود می‌باشد و گوش‌هایش اندکی کوچکتر هستند و در کل جثه کوچکتری (در حدود ۹۰ میلی‌متر) دارد. این موش در اغلب مناطق اروپا یافت می‌شود و گونه‌ای کاملاً شناخته شده و با پراکندگی گسترده می‌باشد. موش چوب یک جانور هم‌غذا با انسان است و گاهی آن را به عنوان آفت می‌شناسند.

## نگارخانه

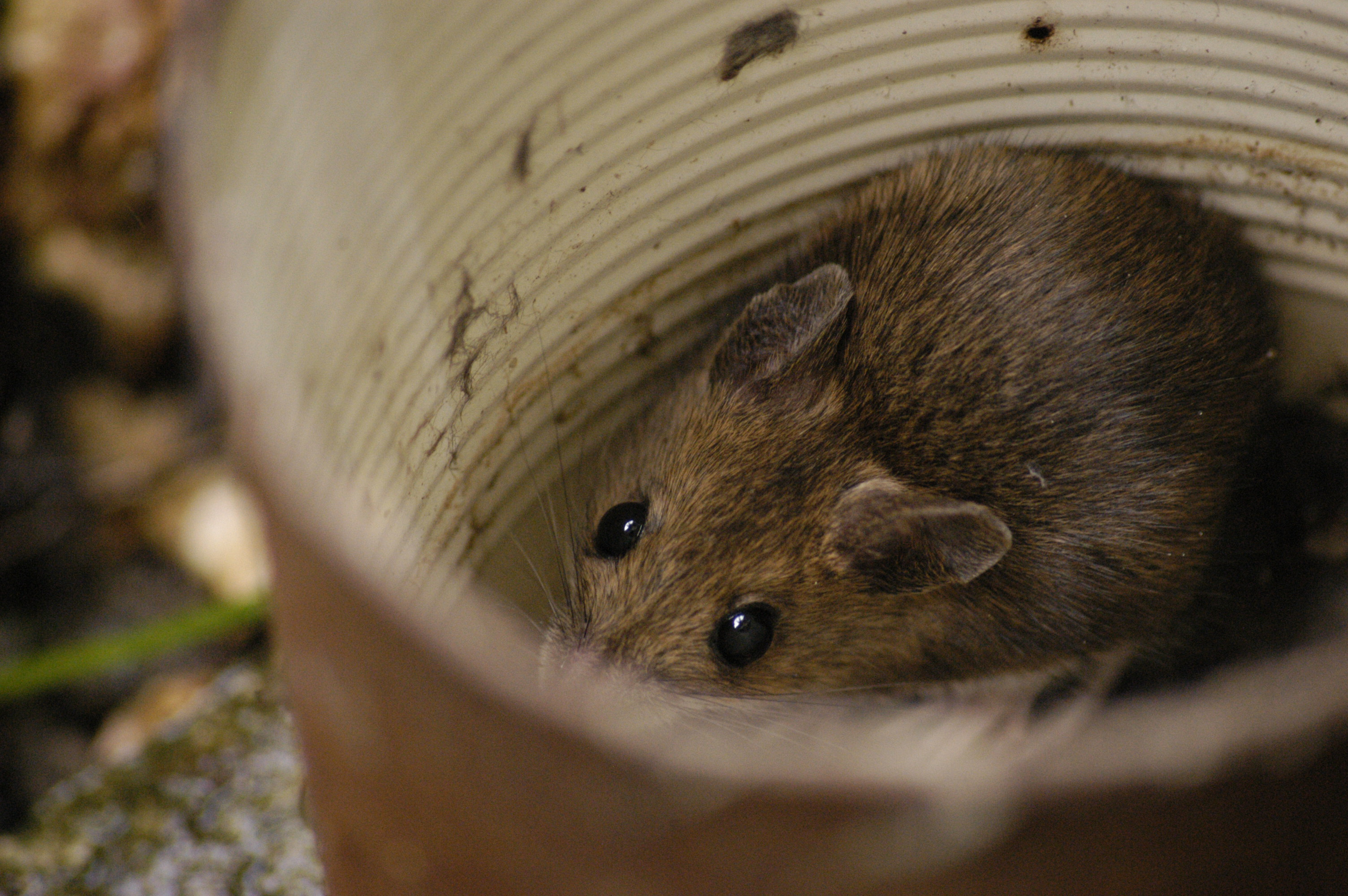
موش جنگلی در یک قوطی کنسرو
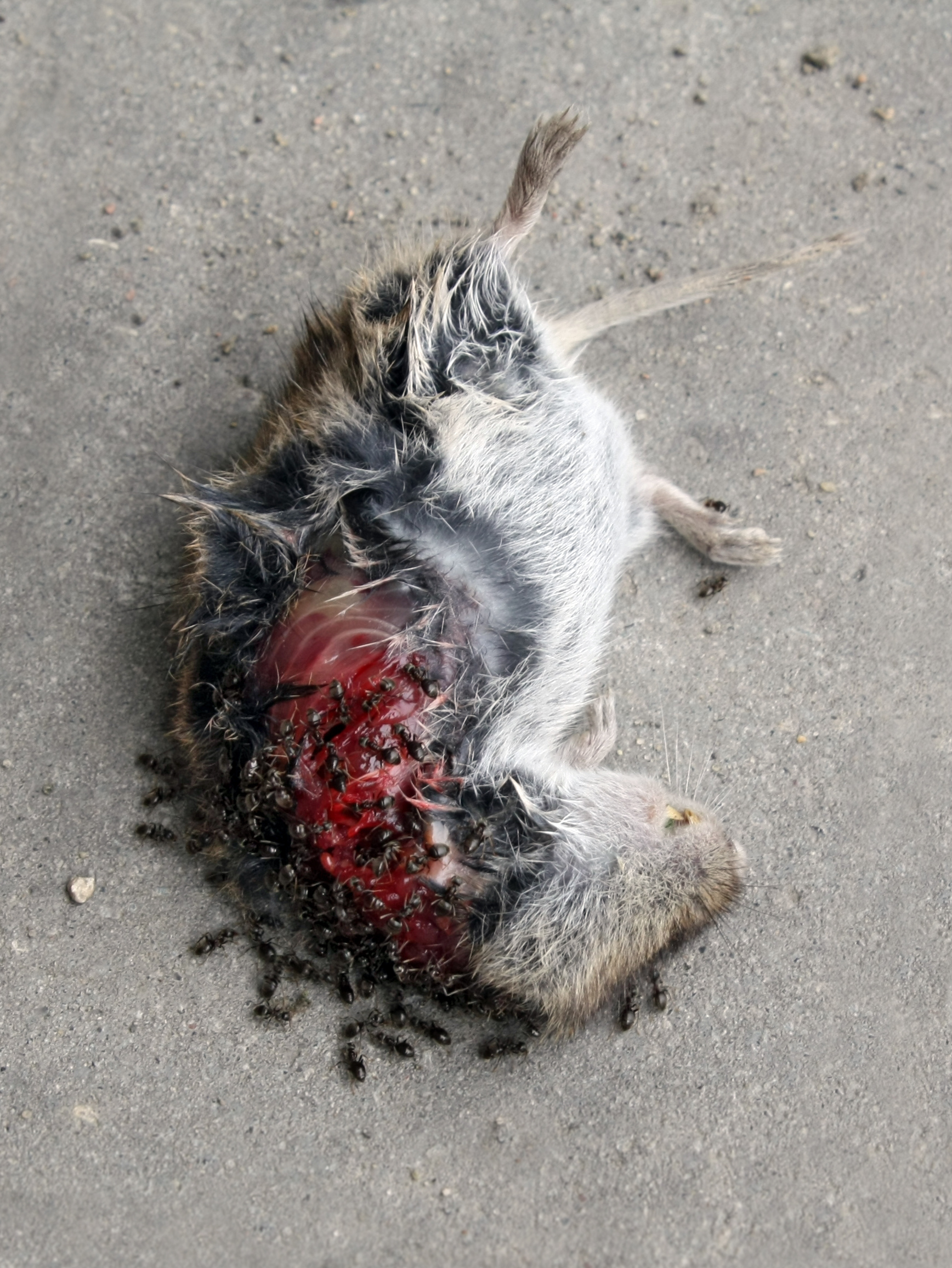
یک موش جنگلی مرده که توسط مورچه‌ها در حال خورده شدن است.
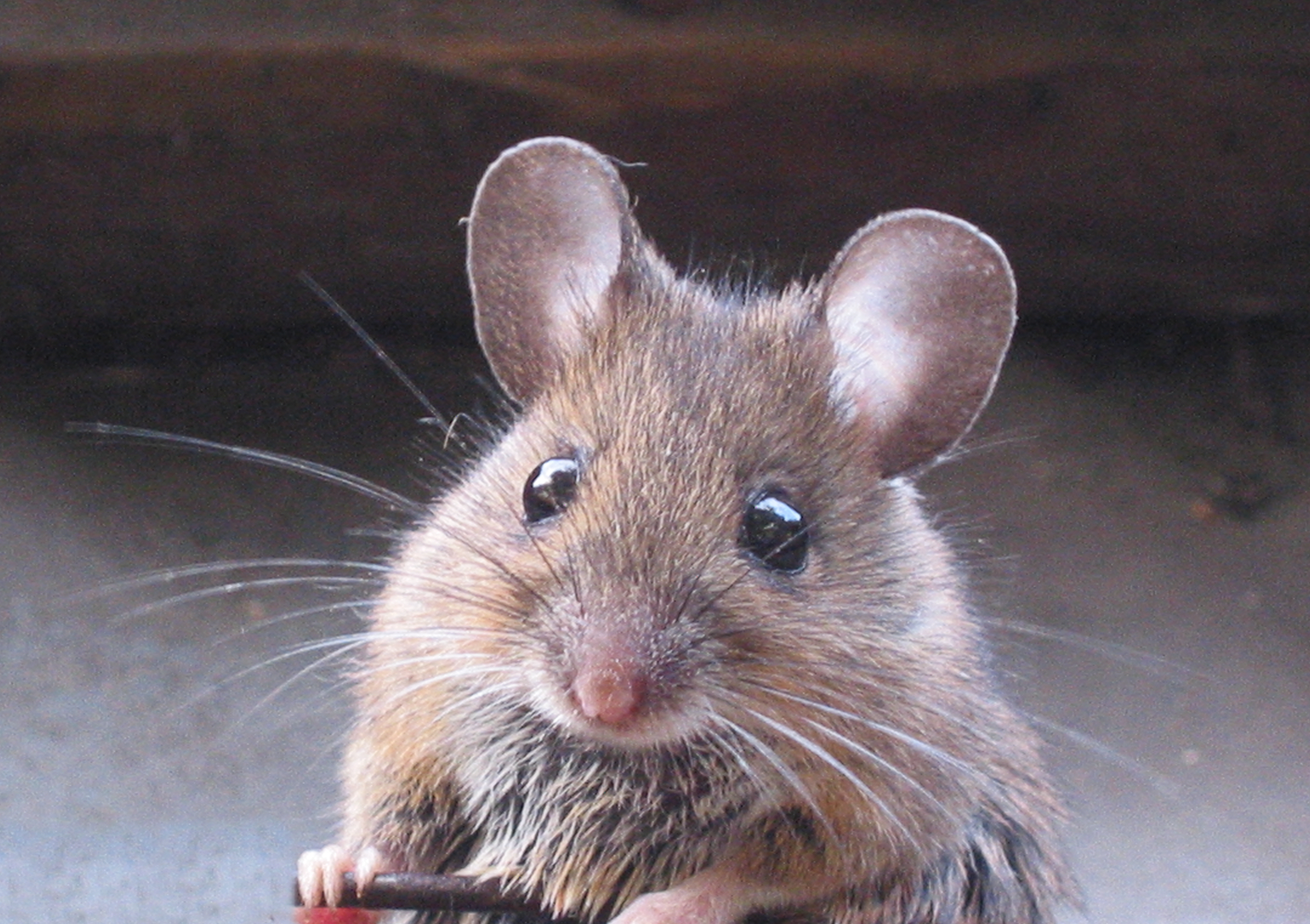
موش جنگلی